# Alexei Michailowitsch Bulatow
Alexei Michailowitsch Bulatow (russisch Алексей Михайлович Булатов; * 24. Januar 1978 in Swerdlowsk, Russische SFSR) ist ein russischer Eishockeyspieler, der seit zuletzt zwischen 2010 und 2012 bei Awtomobilist Jekaterinburg aus der Kontinentalen Hockey-Liga unter Vertrag stand.

## Karriere
Alexei Bulatow begann seine Karriere als Eishockeyspieler bei Dinamo-Energija Jekaterinburg, für dessen Profimannschaft er von 1997 bis 1999 zunächst in der Superliga und – nach dem Abstieg mit Jekaterinburg im Vorjahr – in der Saison 1998/99 in der Wysschaja Liga, der zweiten russischen Spielklasse, aktiv war. Anschließend wurde er im NHL Entry Draft 1999 in der neunten Runde als insgesamt 254. Spieler von den New York Rangers ausgewählt, für die er allerdings nie spielte. Stattdessen stand der Angreifer während der Saison 1999/2000 bei Sewerstal Tscherepowez und Salawat Julajew Ufa in der Superliga sowie den HK Spartak Moskau in der Wysschaja Liga unter Vertrag.
Von 2000 bis 2002 spielte Bulatow für Metallurg Nowokusnezk in der Superliga, sowie anschließend ebenfalls zwei Jahre lang für Mostowik Kurgan bzw. Sauralje Kurgan in der Wysschaja Liga. Es folgte je eine Spielzeit in der Superliga bei Molot-Prikamje Perm, sowie seinem Ex-Club Sewerstal Tscherepowez, ehe er von 2006 bis 2008 für Awtomobilist Jekaterinburg in der Wysschaja Liga auf dem Eis stand. Im Sommer 2008 unterschrieb Skorochodow beim HK Jugra Chanty-Mansijsk aus der Wysschaja Liga, mit dem er in den folgenden beiden Jahren jeweils Zweitligameister wurde und 2010 zudem in die Kontinentale Hockey-Liga aufstieg. Auch die Saison 2010/11 begann Bulatow beim HK Jugra Chanty-Mansijsk, ehe er nach vier Spielen von Awtomobilist Jekaterinburg verpflichtet wurde.
Die Saison 2011/12 begann er bei Jekaterinburgs Farmteam Sputnik Nischni Tagil in der Wysschaja Hockey-Liga und wurde später an Molot-Prikamje Perm ausgeliehen. Bis Ende Oktober 2012 stand Bulatow bei Awtomobilist unter Vertrag, ehe er aus diesem entlassen wurde.

## Erfolge und Auszeichnungen
- 2009 Wysschaja-Liga-Meister mit dem HK Jugra Chanty-Mansijsk
- 2010 Wysschaja Liga-Meister und Aufstieg in die KHL mit dem HK Jugra Chanty-Mansijsk

## Statistik
(Stand: Ende der Saison 2011/12)